# 趙國俊
趙國俊（？—？），號少柏，陕西西安府華州蒲城县人。明朝政治人物、進士出身。

## 生平
嘉靖丁巳（1557年）正月二十四日生。萬曆元年（1573年）癸酉科陝西鄉試舉人，十七年（1589年）登己丑科進士，户部觀政，二十年二月授河南固始县知县，留意天文地理，亦善談兵。丁憂歸家而卒。有《感懷詩》曰：「漢儒陋训诂，宋事云亦误。坐令鳞介横，吾黨讵无故。我思古俊傑，所識在時務。仲尼俎豆聞，左右司馬具。」。

## 家庭
曾祖趙秀。祖父趙鉞。父亲趙東周，教谕。